# Équipe de Hongrie de rugby à XV
L'équipe de Hongrie de rugby à XV rassemble les meilleurs joueurs de rugby à XV de Hongrie. Elle est membre de Rugby Europe et évolue en Conférence 2 (poule nord) du Championnat Européen des Nations.

## Histoire
La Hongrie joue son premier match contre l'Allemagne elle finalement battue sur le score de 7 à 3 pour l'Allemagne

## Palmarès
- Coupe du monde : jamais qualifiée
- Championnat d'Europe :
  - 2009-2010 : 2e de Division 3B
  - 2011-2012 : 4e de Division 2C
  - 2013-2014 : 2e de Division 2C
  - 2015-2016 : 5e de Division 2B
  - 2017 : vainqueur de la Conférence 2 (nord). Promue en Conférence 1 pour 2018.

## Joueurs emblématiques
- András Bárdos
- Bence Roth